# Playa de Ribón

La playa de Ribón, conocida también como Playa de los Cuervos está situada en el occidente del Principado de Asturias (España), en el concejo de Valdés y pertenece a la localidad de Ribón. Forma parte de la Costa Occidental de Asturias y está enmarcada dentro del Paisaje Protegido de la Costa Occidental de Asturias.

## Descripción
Tiene forma de concha, la longitud media es de unos 160 m y una anchura media de unos 20-25 m. Su entorno es rural, con un grado de peligrosidad es medio.  El lecho es de arena tostada de grano medio. El acceso es difícil e inferior a 500 m pero desde esta localidad tiene unos accesos muy complicados y peligrosos. Tiene la desembocadura de un río hacia la mitad de la playa y el único islote existente está a la izquierda.
El pueblo más cercano es el de Ribón. Para llegar a las proximidades de la playa se recomienda llevar pantalón largo y recio. La actividad recomendada es la pesca deportiva a caña.